# Список президентів США

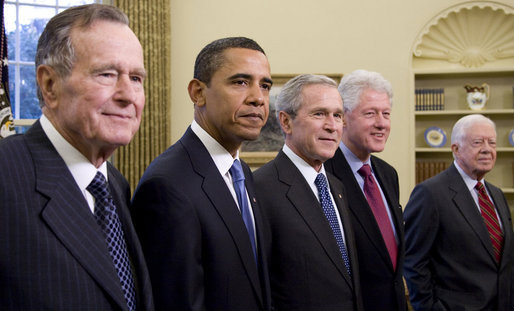
П'ятеро президентів США — зліва направо Джордж Буш-старший, Барак Обама, Джордж Буш-молодший, Білл Клінтон і Джиммі Картер у Овальному кабінеті, 2009

Президент США (англ. President of the United States) є главою держави й уряду Сполучених Штатів, а також Верховним головнокомандувачем Збройних сил. Він обирається раз на чотири роки Колегією виборщиків. У разі смерті або відставки президента його повинен замінити віцепрезидент. Обов'язковою вимогою до кандидатів у президенти є вік понад 35 років і громадянство США від народження.
Першим президентом Сполучених Штатів Америки став Джордж Вашингтон 1789 року, а чинним, 47-им президентом, є Дональд Трамп (з 2025 року).
Традиційно кілька послідовних термінів президентства нумеруються як одне, але обидва президентства Гровера Клівленда і Дональда Трампа позначаються як 22-ге і 24-те, а також 45-те та 47-ме відповідно, оскільки вони не проходили підряд. Таким чином, за всю історію посади її обіймало 45 осіб.
Найстаршим президентом на момент обрання є Дональд Трамп, що обійняв посаду у віці 78 років. Наймолодшим президентом був Теодор Рузвельт, який зайняв пост у віці 42 роки і 10 місяців. До Франкліна Рузвельта жоден президент не висував свою кандидатуру більше, ніж на два терміни. Ця традиція склалася ще з часів Джорджа Вашингтона. Рузвельт був обраний чотири рази поспіль (помер під час четвертого терміну). Після його смерті заборона балотуватися більше двох разів була закріплена конституційно.
Найкоротший час на посаді президента провів Вільям Генрі Гаррісон (32 дні), а найдовший — Франклін Рузвельт (майже 13 років). Лише двоє осіб на посаді президента США були римо-католиками: Джон Кеннеді та Джо Байден. Єдиним темношкірим президентом був Барак Обама. Президент Мартін ван Бюрен був єдиним президентом, для якого англійська мова не була рідною (рідною для нього була нідерландська мова). Президент Дональд Трамп став першим в історії президентом, який до обрання на цей пост не обіймав жодної політичної чи військової посади. Посаду президента Сполучених Штатів ніколи не займала жінка.
Із 45 осіб, які були президентами США, четверо померли на посту з природних причин (Вільям Генрі Гаррісон, Закарі Тейлор, Воррен Гардінг і Франклін Рузвельт), четверо були вбиті (Авраам Лінкольн, Джеймс Гарфілд, Вільям Мак-Кінлі і Джон Кеннеді), а Річард Ніксон пішов у відставку. На сьогодні, окрім чинного президента, Дональда Трампа, є четверо живих колишніх президентів: Білл Клінтон, Джордж Вокер Буш, Барак Обама та Джо Байден.

## Президенти США
Партії
      Безпартійний
      Федералістська
      Демократично-республіканська
      Демократична
      Вігів
      Республіканська
| №              | Президент | Президент                                                                 | Роки президентства | Роки життя                          | Віцепрезидент                                                                 | Діяльність |
| -------------- | --------- | ------------------------------------------------------------------------- | ------------------ | ----------------------------------- | ----------------------------------------------------------------------------- | --- |
| XVIII століття |           |                                                                           |                    |                                     |                                                                               | |
| 1              |           | Джордж Вашингтон (George Washington)                                      | 1789-1797          | 22 лютого 1732 — 14 грудня 1799     | Джон Адамс (1789-1797)                                                        | Головнокомандувач Континентальної армії, один з ключових Батьків-засновників держави. Очолював Філадельфійський конвент 1787 року, на якому була прийнята Конституція. Через два роки обраний президентом, перебував на цьому посту два терміни. Здебільшого саме Вашингтон заклав основні підвалини інституту президентства. Однак за його правління економічна ситуація в США залишалася нестабільною; податок на алкоголь призвів до повстання віскі. |
| 2              |           | Джон Адамс (John Adams)                                                   | 1797-1801          | 30 жовтня 1735 — 4 липня 1826       | Томас Джефферсон (1797-1801)                                                  | Один з творців Декларації незалежності Сполучених Штатів 1776 року; підписав Паризький мирний договір, що завершив війну за незалежність США. Президентство Адамса характеризується численними політичними інтригами, спричиненими двопартійною системою виборів. Під час його правління погіршились стосунки з Францією, що призвело до неоголошеної війни між двома державами. За Адамса був зведений Білий дім. |
| XIX століття   |           |                                                                           |                    |                                     |                                                                               | |
| 3              |           | Томас Джефферсон (Thomas Jefferson)                                       | 1801-1809          | 13 квітня 1743 — 4 липня 1826       | Аарон Берр (1801-1805) Джордж Клінтон (1805-1812)                             | Основний автор Декларації незалежності. Підтримував демократизацію влади, провів скорочення чисельності війська, заснував Військову академію у Вест-Пойнті. За правління Джефферсона Сполучені Штати придбали Луїзіану, був зменшений обсяг работоргівлі. |
| 4              |           | Джеймс Медісон (James Madison)                                            | 1809-1817          | 16 березня 1751 — 28 червня 1836    | Джордж Клінтон (1805-1812) посада вакантна Елбридж Геррі (1813-1814)          | Один із ключових авторів Конституції. На початку президентства заборонив торгівлю з Англією й Францією через їхню економічну політику щодо США. Згодом скасував заборону щодо Франції, але не зробив цього щодо Англії, що призвело до війни з нею, яку Америка виграла попри невдалий для неї початок. За Медісона остаточно розпалася Федералістська партія, яка відмовилася підтримати війну. |
| 5              |           | Джеймс Монро (James Monroe)                                               | 1817-1825          | 28 квітня 1758 — 4 липня 1831       | Деніел Томпкінс (1817-1825)                                                   | Знизив політичну напругу в країні, більшу частину доби його правління називають «ерою доброї згоди»; проте були і невдачі, зокрема економічна криза 1819 року. Запровадив доктрину Монро: принцип невтручання європейських держав у справи держав Американського континенту, а США — у європейські. За його президентства США придбали в Іспанії Флориду. |
| 6              |           | Джон Квінсі Адамс (John Quincy Adams)                                     | 1825-1829          | 11 липня 1767 — 23 лютого 1848      | Джон Колдвелл Келхун (1825-1832)                                              | Син другого президента Джона Адамса, дипломат. На виборах не набрав більшості голосів виборників (голоси розділилися навпіл), але був обраний на посаду президента Палатою представників — єдиний такий випадок в історії США. Виступав проти рабства, за що піддавався жорсткій критиці парламентарів із Півдня. Підписав низку торгових договорів з країнами Європи. Незабаром після завершення терміну продовжив політичну кар'єру в Палаті. |
| 7              |           | Ендрю Джексон (Andrew Jackson)                                            | 1829-1837          | 15 березня 1767 — 8 червня 1845     | Джон Колдвелл Келхун (1825-1832) посада вакантна Мартін ван Бюрен (1833-1837) | Виходець із простої сім'ї, адвокат, військовий діяч. Один із засновників Демократичної партії. На виборах 1824 отримав відносну більшість голосів, але не отримав абсолютної, тому президентом став Джон Адамс. Утім, Джексон був обраний 1828 року. Він був прихильником рабовласницької системи, а також підтримував виселення індіанців. Ліквідував Другий банк США. |
| 8              |           | Мартін ван Бюрен (Martin Van Buren)                                       | 1837-1841          | 5 грудня 1782 — 24 липня 1862       | Річард Ментор Джонсон (1837-1841)                                             | Адвокат, сенатор; єдиний президент США, рідною мовою якого була не англійська (а нідерландська). Вступивши на пост, висунув декілька проєктів щодо покращення складного економічного становища в країні, але його спроби завершилися невдачею. Згодом ще двічі балотувався на виборах, обидва рази невдало. |
| 9              |           | Вільям Генрі Гаррісон (William Henry Harrison)                            | 1841               | 9 лютого 1773 — 4 квітня 1841       | Джон Тайлер (1841)                                                            | Останній президент, що народився до Війни за незалежність. Прославився як герой у ході війни з Англією і бойових дій проти індіанців. Гаррісон був обраний президентом у віці 68 років, але провів на посаді лише 32 дні, оскільки застудився під час інавгураційної промови і невдовзі помер. Його наступником став віцепрезидент Джон Тайлер. |
| 10             |           | Джон Тайлер (John Tyler)                                                  | 1841-1845          | 29 березня 1790 — 18 січня 1862     | посада вакантна                                                               | Не виправдав надій партії вігів, від якої був обраний, бо спирався на політику демократів. За це був вигнаний із партії. Провадив курс на розвиток економіки, але не надто вдало, тому швидко втратив популярність як у народі, так і в політичних колах. Конфліктував з Конгресом. |
| 11             |           | Джеймс Нокс Полк (James Knox Polk)                                        | 1845-1849          | 2 листопада 1795 — 15 червня 1849   | Джордж Даллас (1845-1849)                                                     | За його президентства США отримали великі територіальні придбання (були завойовані Верхня Каліфорнія і Нова Мексика — землі сучасних штатів Каліфорнія, Нью-Мексико, Аризона, Невада і Юта; Велика Британія поступилась Орегоном), велася війна з Мексикою. Але, з іншого боку, ці територіальні придбання поглибили суперечки між Північчю і Півднем, що згодом вилилося у громадянську війну. Робота на посаді підірвала здоров'я Полка, тому після закінчення терміну президентства він невдовзі помер. |
| 12             |           | Закарі Тейлор (Zachary Taylor)                                            | 1849-1850          | 24 листопада 1784 — 9 липня 1850    | Міллард Філлмор (1849-1850)                                                   | Тейлор, успішний воєначальник, був популярним в народі, що забезпечило йому перемогу на виборах. Провадив успішну політику, намагався не звертати уваги на дрібні політичні інтриги, але мав слабке здоров'я, тому провів на посту президента лише трохи більше року. |
| 13             |           | Міллард Філлмор (Millard Fillmore)                                        | 1850-1853          | 7 січня 1800 — 8 березня 1874       | посада вакантна                                                               | Став президентом 1850 року, обіймаючи посаду віцепрезидента, внаслідок смерті Закарі Тейлора. Президентство його було недовгим, воно не характеризувалося різкими змінами в політиці країни, але великі реформи пройшли в адміністрації президента. Філлмор підтримував і впроваджував Компроміс 1850 року, який на певний час стримав конфлікт між Півднем та Північчю; підписав Закон про рабів-утікачів. |
| 14             |           | Франклін Пірс (Franklin Pierce)                                           | 1853-1857          | 23 листопада 1804 — 8 жовтня 1869   | Вільям Кінг (1853) посада вакантна                                            | Виграв вибори 1852 року від демократів з великою перевагою через кризу у Партії вігів. Відстоював інтереси рабовласників, ще більше поглиблювавши суперечності між Півднем та Північчю. За президентства Пірса США придбали у Мексики землі на південь від річки Хіла і західніше Ріо-Гранде площею 76 845 км²; відбувся збройний конфлікт в Канзасі, який називають «репетицією Громадянської війни». Було прийнято Закон Канзас-Небраска, що дозволив цим двом штатам самостійно вирішувати питання щодо узаконення чи скасування рабства на їх території. |
| 15             |           | Джеймс Б'юкенен (James Buchanan)                                          | 1857-1861          | 23 квітня 1791 — 1 червня 1868      | Джон Брекінрідж (1857-1861)                                                   | Був обраний прорабовласницькими силами, провадив бліду і неенергійну політику. Його президентство остаточно призвело до громадянської війни. Коли 11 штатів утворили Конфедеративні Штати Америки, президент цьому не суперечив. Політичне становище в державі зайшло в глухий кут. Єдиний президент США, що ніколи не був одруженим. |
| 16             |           | Авраам Лінкольн (Abraham Lincoln)                                         | 1861-1865          | 12 лютого 1809 — 15 квітня 1865     | Ганнібал Гемлін (1861-1865) Ендрю Джонсон (1865)                              | Один із засновників Республіканської партії. Був обраний на посаду президента напередодні Громадянської війни, яка завершилася перемогою Півночі; роль Лінкольна у перемозі була досить значною. Внаслідок війни було ліквідоване рабство в країні (він підписав Прокламацію про звільнення рабів і Акт про гомстеди), визначено курс розвитку США. Авраама Лінкольна вбив Джон Бут через декілька днів після закінчення бойових дій. |
| 17             |           | Ендрю Джонсон (Andrew Johnson)                                            | 1865-1869          | 29 грудня 1808 — 31 липня 1875      | посада вакантна                                                               | Став президентом внаслідок вбивства Лінкольна. Швидко налаштував проти себе Конгрес, приймаючи непопулярні рішення. За Джонсона було остаточно скасовано рабство: ратифікована відповідна поправка до Конституції; але становище чорношкірих залишалося поганим. Також під час його президентства Америка придбала Аляску у Росії. |
| 18             |           | Улісс Грант (Ulysses S. Grant)                                            | 1869-1877          | 27 квітня 1822 — 23 липня 1885      | Шайлер Колфакс (1869-1873) Генрі Вілсон (1873-1875) посада вакантна           | Полководець Півночі за часів Громадянської війни, популярний у народі та політичних колах США. Основним завданням Гранта як президента була нормалізація стосунків з Півднем, до чого він і прагнув. Вибраний на два терміни; другий його термін характеризувався, в основному, сильним розколом і значними корупційними скандалами в Республіканській партії. |
| 19             |           | Разерфорд Гейз (Rutherford Birchard Hayes)                                | 1877-1881          | 4 жовтня 1822 — 17 січня 1893       | Вільям Вілер (1877-1881)                                                      | Вибраний у результаті дуже суперечливих виборів, на яких переміг суперник Гейза Семюел Тілден, але після втручання армії на чолі з Уліссом Грантом у парламенті внаслідок довгих дебатів був вибраний Гейз. Він проголосив своєю програмою остаточне примирення південних і північних штатів, а також викорінення корупції, проте останнього досягти не вдалося. |
| 20             |           | Джеймс Гарфілд (James Garfield)                                           | 1881               | 19 листопада 1831 — 19 вересня 1881 | Честер Алан Артур (1881)                                                      | Воєначальник, конгресмен. Вибраний 1880 року, Гарфілд мав намір остаточно покінчити з проблемами всередині Республіканської партії, розпочав деякі реформи, але планам завадило його швидке убивство. Джеймс Гарфілд був застрелений психічно неврівноваженим Шарлем Гіто і після недовгого невдалого лікування помер. |
| 21             |           | Честер Алан Артур (Chester Alan Arthur)                                   | 1881-1885          | 5 жовтня 1829 — 18 листопада 1886   | посада вакантна                                                               | Займав посаду віцепрезидента, став президентом внаслідок вбивства Гарфілда. Спочатку не був популярний в народі через зв'язок з корупційними скандалами ще до президентства, але провів низку успішних реформ (зокрема, реформу в державному апараті і реформу громадянської служби), чим завоював високий рейтинг. |
| 22             |           | Гровер Клівленд (Grover Cleveland)                                        | 1885-1889          | 18 березня 1837 — 24 червня 1908    | Томас Гендрікс (1885) посада вакантна                                         | Єдиний президент США, що займав цей пост два терміни з перервою. За часів першого президентства зробив спробу відмовитися від системи «spoils system» (зміни чиновників після вибору нового президента); економіка країни у той час процвітала. На виборах 1888 року Клівленд набрав більшість голосів виборців, але програв у колегії виборників, тому президентом став Бенджамін Гаррісон. |
| 23             |           | Бенджамін Гаррісон (Benjamin Harrison)                                    | 1889-1893          | 20 серпня 1833 — 13 березня 1901    | Леві Мортон (1889-1893)                                                       | Онук Вільяма Генрі Гаррісона, воєначальник. Не досяг успіхів в економіці. Висловлювався за протекційну митну систему та проти імміграції пролетарів, займався проблемами пенсійного забезпечення, вів антимонопольну діяльність. Балотувався на наступних президентських виборах, але через погіршення стану економіки втратив популярність, тому програв вибори Клівленду. |
| 24             |           | Гровер Клівленд (Grover Cleveland)                                        | 1893-1897          | 18 березня 1837 — 24 червня 1908    | Едлай Стівенсон (1893-1897)                                                   | Під час другого свого президентства Клівленд повернув деякі свої реформи, скасовані Гаррісоном. Був надто нерішучим, провадив не зовсім послідовну політику, що призвело до страйків і проблем в економіці. При Клівленді був відновлений золотий стандарт; утворено штат Юта. |
| 25             |           | Вільям Мак-Кінлі (William McKinley)                                       | 1897-1901          | 29 січня 1843 — 14 вересня 1901     | Гаррет Гобарт (1897-1899) посада вакантна Теодор Рузвельт (1901)              | За часів президентства Мак-Кінлі країна остаточно відмовилася від доктрини Монро, вела чимало війн (серед них — війна з Іспанією, внаслідок якої США поширили свій вплив на Кубу, Пуерто-Рико, Гуам та Філіппіни). Був убитий анархістом Леоном Чолгошем. |
| XX століття    |           |                                                                           |                    |                                     |                                                                               | |
| 26             |           | Теодор Рузвельт (Theodore Roosevelt)                                      | 1901-1909          | 27 жовтня 1858 — 6 січня 1919       | посада вакантна Чарлз Фербенкс (1905-1909)                                    | Займав посаду віцепрезидента, став президентом внаслідок вбивства Мак-Кінлі. Наймолодший президент за всю історію США, лауреат Нобелівської премії миру. Продовжив курс попередника на відмову від ізоляціонізму і посилення впливу США у світі. Боровся із монополіями, приділяв увагу захисту природних ресурсів. Рузвельту належить вислів «політика великого кийка». |
| 27             |           | Вільям Говард Тафт (William Howard Taft)                                  | 1909-1913          | 15 вересня 1857 — 8 березня 1930    | Джеймс Шерман (1909-1912) посада вакантна                                     | Був близьким соратником Рузвельта; той підтримав Тафта під час його передвиборчої кампанії. За час президентства Тафта адміністрацією президента було ініційовано понад 80 антимонопольних позовів; були укладені торгові угоди з кількома державами. США втручалися в політику держав Латинської Америки, було прийнято невдалий «китайський проєкт», який полягав у експансії Сполучених Штатів в Китай з метою недопущення посилення впливу Японії в цьому регіоні. |
| 28             |           | Томас Вудро Вільсон (Thomas Woodrow Wilson)                               | 1913-1921          | 28 грудня 1856 — 3 лютого 1924      | Томас Маршалл (1913-1921)                                                     | На початку Першої світової війни вів пацифістську політику, не бажаючи втягувати країну у війну; утім, у квітні 1917 року США все-таки вступили у неї. Вільсон — автор названих його іменем «Чотирнадцяти пунктів». Був одним з найвпливовіших учасників Паризької мирної конференції. Ініціатор створення Ліги Націй, до якої, утім, США не ввійшли через опір республіканців у Конгресі. 23 грудня 1913 підписав закон про створення Федеральної резервної системи США, яка діє по сьогодні. За Вільсона у Сполучених Штатах було введено Сухий закон. В останні два роки президентства, переживши інсульт, був недієздатним. |
| 29             |           | Воррен Гардінг (Warren Gamaliel Harding)                                  | 1921-1923          | 2 листопада 1865 — 2 серпня 1923    | Калвін Кулідж (1921-1923)                                                     | Проголосив політику «твердого індивідуалізму», яка зводилась до самоусунення держави від регулювання економічних, фінансових і соціальних процесів; увів восьмигодинний робочий день. Допомагав продовольством Україні й Росії під час голодомору 1921—1923. 1923 року до громадськості проникла інформація про крупні незаконні дії серед співробітників адміністрації Гардінга, сам президент теж був звинувачений. Це, імовірно, і призвело до його ранньої смерті. |
| 30             |           | Калвін Кулідж (Calvin Coolidge)                                           | 1923-1929          | 4 липня 1872 — 5 січня 1933         | посада вакантна Чарлз Дауес (1925-1929)                                       | Займав посаду віцепрезидента, став президентом внаслідок смерті Гардінга. Його президентство характеризувалося піднесенням економіки. Різко підвищилася активність Ку-клукс-клану; індіанці остаточно отримали американське громадянство. Кулідж знизив податки, внаслідок чого підвищилося матеріальний достаток американців, проте згодом це призвело до різкого спаду в економіці. |
| 31             |           | Герберт Кларк Гувер (Herbert Clark Hoover)                                | 1929-1933          | 10 серпня 1874 — 20 жовтня 1964     | Чарлз Кертіс (1929-1933)                                                      | Вибраний із великим відривом від суперників, Гувер збирався провести масштабні реформи в економіці, але цьому завадила найважча в історії США економічна криза — Велика депресія. Під знаком невдалої боротьби з нею пройшло майже все президентство Гувера. Він виділяв великі гроші на розвиток промисловості, створення робочих місць, але заперечував проти прямої грошової допомоги безробітним. Під кінець терміну повністю втратив популярність в народі. |
| 32             |           | Франклін Делано Рузвельт (Franklin D. Roosevelt)                          | 1933-1945          | 30 січня 1882 — 12 квітня 1945      | Джон Гарнер (1933-1941) Генрі Воллес (1941-1945) Гаррі Трумен (1945)          | Далекий родич Теодора Рузвельта. Єдиний президент США, який обирався на цей пост більше двох термінів. 1932 року був вибраний президентом під гаслами боротьби з Великою депресією. Проголосив Новий курс — була відновлена банківська сфера, різко зменшилася кількість безробітних, покращено систему соціального захисту населення. До початку Другої світової війни Рузвельт провадив політику нейтралітету у військових справах, але після початку війни США активно втрутилися у її перебіг. Зокрема, було прийнято закон про ленд-ліз. Франклін Рузвельт виконував функції Головнокомандувача армії США, брав активну участь у всіх конференціях «великої трійки». Помер від інсульту на початку свого четвертого терміну. |
| 33             |           | Гаррі Трумен (Harry Truman)                                               | 1945-1953          | 8 травня 1884 — 26 грудня 1972      | посада вакантна Олбен Барклі (1949-1953)                                      | Займав посаду віцепрезидента, став президентом внаслідок смерті Рузвельта. Ініціатор бомбардування Хіросіми і Нагасакі, автор доктрини Трумена, прихильник створення НАТО. Під час президентства Трумена розпочалася Холодна війна між СРСР і США. Президент підтримував план Маршалла. За його наказом США втрутилися у Корейську війну. |
| 34             |           | Дуайт Ейзенхауер (Dwight David Eisenhower)                                | 1953-1961          | 14 жовтня 1890 — 28 березня 1969    | Річард Ніксон (1953-1961)                                                     | Його правління ознаменувалося боротьбою з Комуністичною партією і серйозними расовими конфліктами в країні. Завершилася війна в Кореї, було видано закон про освіту. Ейзенхауер був прихильником продовження Холодної війни та гонки озброєнь. |
| 35             |           | Джон Фіцджеральд Кеннеді (John Fitzgerald Kennedy)                        | 1961-1963          | 29 травня 1917 — 22 листопада 1963  | Ліндон Джонсон (1961-1963)                                                    | Один з найбагатших президентів США, перший президент-католик. Його президентство характеризується успішно вирішеною Карибською кризою, серйозними успіхами у боротьбі за права чорношкірих та початку програми «Аполлон» з висадки на Місяць. Також Кеннеді добився певних економічних успіхів (зокрема, було зменшено податки і незначно збільшено мінімальну зарплату). Був убитий 22 листопада 1963 року Лі Гарві Освальдом. Причини вбивства досі точно не відомі. |
| 36             |           | Ліндон Джонсон (Lyndon Baines Johnson)                                    | 1963-1969          | 27 серпня 1908 — 22 січня 1973      | Г'юберт Гамфрі (1965-1969)                                                    | Займав пост віцепрезидента, став президентом внаслідок вбивства Кеннеді. В основному, продовжував політику попередника. Провів значні реформи в економічній сфері, ефективно боровся з бідністю у рамках програми «Великого суспільства»; також за президентства Джонсона були прийняті значні закони, спрямовані на боротьбу з расовою нерівністю. Під час другого терміну Джонсона економічний ріст країни дещо знизився внаслідок втручання США у війну в В'єтнамі. Ця війна призвела до різкого падіння популярності президента, тому на третій термін він не балотувався, хоча мав на це право. |
| 37             |           | Річард Ніксон (Richard Milhous Nixon)                                     | 1969-1974          | 9 січня 1913 — 22 квітня 1994       | Спіро Агню (1969-1973) посада вакантна Джеральд Форд (1973-1974)              | Обраний двічі віцепрезидентом і двічі президентом. Проводив переговори з СРСР про обмеження ядерних озброєнь, намагався зменшити політичну напругу між США та СРСР, вів курс на розвиток космічної програми (саме за президентства Ніксона американці вперше висадилися на Місяць). Провів чимало вдалих дипломатичних візитів, збільшував пенсії та виплати бідним. Ніксон — єдиний президент США, який пішов у відставку (внаслідок Вотергейтського скандалу). |
| 38             |           | Джеральд Форд (Gerald Rudolph Ford)                                       | 1974-1977          | 14 липня 1913 — 26 грудня 2006      | посада вакантна Нельсон Рокфеллер (1974-1977)                                 | Був віцепрезидентом, став президентом внаслідок відставки Ніксона; видав указ про зняття всіх звинувачень з нього. Єдиний очільник держави в історії США, який не був обраний всенародним голосуванням ні на посаду віцепрезидента, ні на посаду президента. Продовжив політику попередника на покращення стосунків із СРСР. 1975 року закінчилася війна у В'єтнамі. Форд зіткнувся із досить серйозною економічною кризою, провадив курс на згортання державного регулювання економіки. Популярність президента в народі була досить низькою. |
| 39             |           | Джиммі Картер (James Carter)                                              | 1977-1981          | 1 жовтня 1924 — 29 грудня 2024      | Волтер Мондейл (1977-1981)                                                    | Мав намір зменшити масштаби кризи в економіці, але не досяг мети: за його правління США опинилися у наймасштабнішій економічній скруті з часів Великої депресії, хоча певні кроки для подолання кризи все ж були зроблені. Афішував близькість до простолюду, наносив візити у маленькі провінційні містечка, де проводив зустрічі з громадськістю. Його президентство ознаменувалося погіршенням дипломатичних відносин із СРСР внаслідок вторгнення останнього в Афганістан; 1980 року США бойкотували Олімпійські ігри. Провадив доктрину, згідно з якою регіон Перської затоки оголошувався зоною впливу Сполучених Штатів. |
| 40             |           | Рональд Рейган (Ronald Wilson Reagan)                                     | 1981-1989          | 6 лютого 1911 — 5 червня 2004       | Джордж Герберт Вокер Буш (1981-1989)                                          | Успішно долав економічну кризу шляхом зменшення інфляції та безробіття, послаблення ролі держави в економіці. Провів значні реформи у сфері боротьби з наркотиками і нелегальною міграцією до США. На початку правління Рейгана Холодна війна загострилася, але після приходу до влади в СРСР Михайла Горбачова стосунки між двома державами вдалося покращити, внаслідок чого протистояння між ними закінчилося без війни. 1986 року спалахнув скандал «Іран-контрас», коли стало відомо, що адміністрація Рейгана незаконно продає зброю в Іран, порушуючи ембарго проти цієї країни. |
| 41             |           | Джордж Герберт Вокер Буш (Джордж Буш-старший; George Herbert Walker Bush) | 1989-1993          | 12 червня 1924 — 30 листопада 2018  | Ден Квейл (1989-1993)                                                         | Продовжував економічну політику попередника, але зіткнувся з економічними проблемами, пов'язаними з дефіцитом бюджету. Його президентство ознаменувалося остаточною перемогою в Холодній війні і політикою, спрямованою на зменшення запасів стратегічної зброї. За правління Буша США провели війну в Перській затоці, а також вторгнення в Панаму. Сприяв об'єднанню Німеччини. |
| 42             |           | Білл Клінтон (William Jefferson Clinton)                                  | 1993-2001          | 19 серпня 1946                      | Альберт Гор (1993-2001)                                                       | Оголосив курс на зміцнення статусу США як наддержави, якій належить керувати світом. Мав намір провести реформу системи охорони здоров'я, але не досяг в цьому успіху. Висунув нову економічну програму: зменшення податків та інфляції, створення нових робочих місць. Економіка країни за президентства Клінтона залишалася відносно стабільною. США взяли участь у врегулюванні війни в Югославії, НАТО провела операцію в Боснії та Герцеговині. Закінчення президентського терміну Клінтона ознаменувалося сексуальним скандалом з Монікою Левінскі. |
| XXI століття   |           |                                                                           |                    |                                     |                                                                               | |
| 43             |           | Джордж Вокер Буш (Джордж Буш-молодший; George Walker Bush)                | 2001-2009          | 6 липня 1946                        | Дік Чейні (2001-2009)                                                         | Через декілька місяців після вступу Буша на посаду, 11 вересня 2001 року, у США відбулася серія терактів, тому президент оголосив глобальну «війну проти тероризму». За його правління США вторглися до Іраку та Афганістану. Була проведена реформи системи охорони здоров'я і освіти. Утім, другий термін Буша ознаменувався різким падінням його популярності через економічну кризу, невдалу протидію урагану Катріна і затягнуті конфлікти з Іраком й Афганістаном. |
| 44             |           | Барак Обама (Barack Obama)                                                | 2009-2017          | 4 серпня 1961                       | Джо Байден (2009-2017)                                                        | Перший в історії держави темношкірий громадянин, який обіймав цю посаду. Лауреат Нобелівської премії миру (2009). Провадив політику зменшення дефіциту бюджету і зовнішнього боргу держави, здійснив реформу системи охорони здоров'я. У передвиборчій кампанії декларував, що завершить війну в Іраку, що і відбулося 5 грудня 2011 року. У травні 2011 було оголошено про смерть очільника терористичної організації «Аль-Каїда» Усами бен Ладена. 6 листопада 2012 року Обама був переобраний на другий термін. Влітку 2013 року у США розгорівся скандал через викриття Едвардом Сноуденом масового стеження АНБ за світовими інформаційними системами. У жовтні 2013 року політичний конфлікт через непогоджений бюджет на 2014 рік між Демократичною і Республіканською партіями спричинив до призупинки роботи уряду. 2014 року американська влада наклала жорсткі санкції на Росію у зв'язку з анексією Криму та її роллю у конфлікті на сході України. |
| 45             |           | Дональд Трамп (Donald Trump)                                              | 2017-2021          | 14 червня 1946                      | Майк Пенс (2017-2021)                                                         | Найбільш значимі дії Трампа на посту президента у внутрішній політиці включають в себе заборону на в'їзд жителям кількох країн із здебільшого мусульманським населенням; призначення трьох суддів Верховного суду (Ніл Горсач, Бретт Кавано, Емі Коні Барретт); прийняття закону про зниження податків для громадян та підприємств. У зовнішній політиці Трамп реалізовував політику «Америка насамперед» та загалом дотримувався принципу ізоляціонізму та протекціонізму. Під його лідерством США вийшли із Транстихоокеанського партнерства, Паризької кліматичної угоди та ядерної угоди з Іраном. Також Трамп встановив тарифи на імпорт, які запустили торгову війну із Китаєм; за Трампа покращилися американо-ізраїльські відносини — зокрема, адміністрація Трампа визнала Єрусалим як столицю Ізраїлю. Протягом свого президентства Трамп неодноразово стикався зі звинуваченнями у перешкоджанні правосуддю та використанні свого посту для власних політичних цілей. Він став третім в історії президентом, якому Палата представників оголосила імпічмент (однак він залишився на посаді завдяки підтримці у Сенаті). Пізніше, в січні 2021 року Палата представників оголосила Трампу ще один імпічмент за підбурювання до заколоту, і таким чином він став єдиним президентом, якому імпічмент оголосили двічі. |
| 46             |           | Джо Байден (Joe Biden)                                                    | 2021-2025          | 20 листопада 1942                   | Камала Гарріс (2021-2025)                                                     | Став найстарішим президентом в історії США на момент вступу на посаду та другим в історії президентом-католиком. Початок президентства Байдена ознаменувався серією виконавчих указів, які скасували низку політик Трампа. Зокрема, за Байдена США повернулися до Паризької кліматичної угоди 2015 року, була скасована заборона на в'їзд до США громадян деяких країн із мусульманським населенням, призупинено будівництво стіни на кордоні з Мексикою та скасовано будівництво нафтопроводу Keystone XL. У 2021 за наказом Джо Байдена, розпочалося виведення американських військ з Афганістану, а у 2022 внаслідок Російського вторгнення в Україну влада США наклала жорсткі санкції на Росію, і почала постачання фінансів і озброєння Україні. |
| 47             |           | Дональд Трамп (Donald Trump)                                              | з 2025             | 14 червня 1946                      | Джей Ді Венс (з 2025)                                                         | |

## Нині живі колишні президенти
Станом на серпень 2025 року, окрім чинного президента, Дональда Трампа, є четверо живих колишніх президентів:
| Президент        | Роки президентства | Дата народження   |
| ---------------- | ------------------ | ----------------- |
| Білл Клінтон     | 1993—2001          | 19 серпня 1946    |
| Джордж Вокер Буш | 2001—2009          | 6 липня 1946      |
| Барак Обама      | 2009—2017          | 4 серпня 1961     |
| Джо Байден       | 2021—2025          | 20 листопада 1942 |

Остання смерть президента відбулася 29 грудня 2024 року. Тоді помер у віці 100 років Джеймс Ерл «Джиммі» Картер-молодший (1977—1981).

## Президентські династії в США
- Династія Адамсів — Джон Адамс (1797—1801), 2-й президент — рідний батько Джона Квінсі Адамса (1825—1829), 6-го президента США;
- Династія Гаррісонів — Вільям Генрі Гарісон (1841), 9-й президент — рідний дідусь Бенджаміна Гаррісона (1889—1893), 23-го президента США;
- Династія Рузвельтів — Теодор Рузвельт (1901—1909), 26-й президент — рідний дядько дружини Франкліна Делано Рузвельта, 32-го президента США;
- Династія Бушів — Джордж Буш-старший (1989—1993), 41-й президент США — рідний батько Джорджа Буша-молодшого (2001—2009), 43-го президента США;
- Династія Пірса-Буша — Франклін Пірс (1853—1857), 14-й президент США, є далеким родичем для Джорджа Буша-старшого та Джорджа Буша-молодшого;